# Жан Фотрије
Жан Фотрије (фр. Jean Faurtier; Париз, 1898— 21. јул 1964, Шатне Малабри) је био француски сликар и графичар. Један је од најистакнутијих представника енформела. Такође је био један од првих представника ташизма у Француској. Образовање је стицао у Лондону. Ту се упознао са делом Вилијама Тарнера. Под утицајем овог енглеског уметника у почетку је сликао полуапстрактне слике Алпа. Од 40-их година 20. века примењује технику наношења пастелних боја лопатицама. Тако је покушавао да изазове фигуративне асоцијације.